# France Presetnik
France Presetnik (Ljubljana, 28. kolovoza 1913. – 12. srpnja 1997.), slovenski filmski glumac.

## Filmske uloge
- Na svoji zemlji (1948.)
- Kekec (1951.)
- Svet na Kajžarju (195.2)
- Akcija (1960.)
- Veselica (1960.)
- Ti loviš (1961.)
- Družinski dnevnik (1961.)
- Tistega lepega dne (1962.)
- Samorastniki (1963.)
- Lucija (1965.)
- Zgodba, ki je ni (1967.)
- Ljubezen nam je vsem v pogubo (1987.)

## Vanjske poveznice
- France Presetnik u internetskoj bazi filmova IMDb-u (engl.)